# Панцери, Антонио
Пьер Антонио Панцери (итал. Antonio Panzeri; род. 6 июня 1955, Ривьера д'Адда) — итальянский политик, с 2004 по 2019 год был членом Европейского парламента от Северо-Запада от Демократического и прогрессивного движения (ДС), входящего в Социалистическую группу.

## Карьера
Панцери родился в Ривольта д’Адда, провинция Кремона. В 1995—2003 годах был генеральным секретарем Столичной палаты труда Милана. В настоящее время является членом национального руководства DS.
В 2003—2004 годах Панцери отвечал за европейскую политику; он разработал и осуществил гуманитарную миссию в Белен, Бразилия, и был пропагандистом и организатором мероприятий помощи гражданским жертвам югославских войн. Присутствовал на Генеральной Ассамблее Организации Объединённых Наций в качестве наблюдателя по израильско-палестинским вопросам.
В 1996—2003 годах Панцери работал с городскими властями Милана, Барселоны и Франкфурта в контексте международного проекта по сравнению опыта в области экономического развития, иммиграции и социального обеспечения, а также по разработке модели будущего европейского муниципалитета.

### Член Европейского парламента, 2004—2019 гг.
Панцери стал членом Европейского парламента на европейских выборах 2004 года. В парламенте он был членом группы Прогрессивный альянс социалистов и демократов.
В 2009—2019 годах Панцери работал в Комитете по иностранным делам (AFET). В 2014 году он вошёл в состав Подкомитета по правам человека (DROI). В этом качестве он также состоял в Группе поддержки демократии и координации выборов (DEG), которая курирует миссии парламента по наблюдению за выборами.
Помимо работы в комитете, Панцери был председателем парламентской делегации по связям со странами Магриба и Союзом арабского Магриба. Ранее он был членом делегаций в Парламентской ассамблее Средиземноморья (2009—2014 гг.) и по связям с США (2004—2009 гг.). Он был членом Интергруппы Европейского парламента по честности (прозрачность, борьба с коррупцией и организованной преступностью) и Интергруппы Европейского парламента по правам ЛГБТ . Он также был частью Сети парламентариев Эли Визеля за предотвращение геноцида и массовых зверств и против отрицания геноцида.
В 2015 году Панцери выдвинул саудовского блогера Раифа Бадави на премию Сахарова за свободу мысли .

## Арест
В декабре 2022 года сообщалось, что Панцери был арестован в рамках расследования коррупции и взяточничества во время работы в качестве депутата Европарламента вместе с другими сотрудниками и политиками из Прогрессивного альянса социалистов и демократов, включая тогдашнего вице-президента Европейского парламента Еву Кайли. Вскоре после этого, действуя на основании европейского ордера на арест, итальянская полиция задержала жену Панцери Марию Коллеони и их дочь Сильвию.
Обвинения касались «страны Персидского залива (влияющей) на экономические и политические решения Европейского парламента». Позже выяснилось, что этим государством Персидского залива был Катар.

## Другие занятия
- Европейский фонд за демократию (EED), член Совета управляющих

## Публикации
- Il lavoratore fuori garanzia
- La democrazia economica